# Fútbol Sala Martorell
Il Fútbol Sala Martorell è stata una squadra spagnola di calcio a 5 con sede a Martorell.

## Storia
Fondato nel 1985, il Martorell ha ottenuto la promozione in Division de Honor nella stagione 1996-1997 dopo aver vinto il girone B della Division de Plata davanti al Medes Sport Zaragoza. Ha quindi fatto il suo debutto in prima divisione nel 1997-98, cogliendo un dodicesimo posto che gli ha permesso di conseguire la salvezza. L'anno successivo ottiene un prestigioso settimo posto che gli permette per la prima volta di accedere ai play-off per il titolo dove viene battuta nel doppio confronto dal CLM Talavera.
Nella stagione 1999-2000 la formazione catalana scende al 14º posto mentre l'anno successivo giunge nono, mancando la qualificazione ai play-off. Nel 2001-2002 il Martorell torna a lottare per il titolo dopo aver chiuso la stagione regolare al 3º posto dietro a Murcia e Castellon, affronta i play-off fino a raggiungere per la prima volta la finale, persa però contro l'Antena3 Boomerang alla quarta gara. Il Martorell rimane protagonista anche l'anno seguente quando raggiunge le semifinali dei play-off ma viene sconfitto dopo cinque gare dall'ElPozo Murcia. La squadra catalana imbocca una parabola discendente che la vedrà estromessa ai quarti di play-off l'anno dopo, non qualificata in virtù del nono posto nel 2004-2005, per poi tornare a giocare la semifinale di nuovo l'anno dopo, esclusa dall'atto conclusivo di nuovo dal Murcia.
Al termine della stagione 2006-2007 il Martorell si congeda dalla prima divisione: giunta a pari merito con il Gestesa Guadalajara scende in division de plata in virtù di una peggiore differenza reti e di una peggiore situazione negli scontri diretti. Nell'estate del 2007 la società affronta anche grossi problemi economici che la costringono a lasciare la division de plata ed iscriversi alla Primera nacional.

## Rosa 2005-2006
|    | Naz.               | Nome                       | Soprannome | Ruolo     |
| -- | ------------------ | -------------------------- | ---------- | --------- |
| 1  | Spagna (bandiera)  | Leandro De Martini         | LEANDRO    | Portiere  |
| 12 | Spagna (bandiera)  | Rubén Garrido              | RUBÉN      | Portiere  |
| 3  | Spagna (bandiera)  | Luiz Claudio Costa         | PC         | Difensore |
| 7  | Spagna (bandiera)  | José Miguel Ruiz Cortés    | JOSÉ RUIZ  | Difensore |
| 4  | Spagna (bandiera)  | Jordi Gay Cano             | JORDI      | Esterno   |
| 5  | Spagna (bandiera)  | Glaydson Eliecer           | KEL        | Esterno   |
| 10 | Brasile (bandiera) | Leonardo Solares Conceiçao | LEO        | Esterno   |
| 14 | Spagna (bandiera)  | Diego Blanco Triviño       | DIEGO      | Esterno   |
| 6  | Brasile (bandiera) | Fernando Maciel Gonçalves  | FERNANDAO  | Pivot     |
| 11 | Spagna (bandiera)  | Rafael Muñoz Gómez         | RAFA MUÑOZ | Pivot     |

Allenatore:  Juliá  Naranjo - JULIÁ NARANJO